# ビッチマウンテン
ビッチマウンテン、ビッチ山 (英語:Bitch Mountain)はアメリカ合衆国ニューヨーク州エセックス郡にある山である。
標高は2,615フィート (797 m)で、ニューヨーク州で424番目に高い山である。
ビッチマウンテンのビッチ (Bitch)は英語で"メス犬"といった女性を侮辱する意味を包含している単語であるが故、アメリカ合衆国ではビッチマウンテンは珍地名として認識されている。